# Matygi
Matygi – wieś w Polsce położona w województwie lubelskim, w powiecie puławskim, w gminie Puławy. Leży po prawej stronie Wisły, między Puławami a Dęblinem, przy trasie nadwiślańskiej. Jest położona nad jeziorem Matyckim.
W latach 1975–1998 miejscowość należała administracyjnie do ówczesnego województwa lubelskiego.
Wieś stanowi sołectwo gminy Puławy. Według Narodowego Spisu Powszechnego z roku 2011 wieś liczyła 101 mieszkańców.